# Malaita
Malaita – wulkaniczna wyspa w archipelagu Wysp Salomona, na Oceanie Spokojnym, pomiędzy Morzem Salomona (na zachodzie) a otwartym oceanem (na wschodzie), należąca do państwa Wyspy Salomona.
- Powierzchnia: 4100 km²
- Główne miasto: Auki

Powierzchnia górzysta, pokryta gęstym lasem tropikalnym. Występują plantacje palmy kokosowej.